# Правило Вальдена — Писаржевского
Правило Ва́льдена — Писарже́вского — правило, которое гласит, что для жидких электролитов произведение вязкости и удельной проводимости  является постоянной величиной для данного вещества, не зависящей от растворителя. Названо в честь химиков Пауля Вальдена и Льва Писаржевского.

## Вывод
В жидком электролите, к которому приложено  электрическое поле, носители заряда движутся со скоростью:
{\displaystyle \nu ={\frac {F}{6\pi \eta r}}}
где {\displaystyle \eta } - вязкость среды, {\displaystyle r} - радиус частицы.
При этом сила F, действующая на частицу равна {\displaystyle F=qE}. Для случая иона: {\displaystyle F=Z_{i}eE}, где {\displaystyle Z_{i}} - заряд иона, {\displaystyle e} - заряд электрона.
Подставляя оба выражения в формулу для удельной проводимости, полученную из закона Ома, получаем:
{\displaystyle \gamma ={\frac {n_{0}q^{2}}{6\pi r\eta }}}
Откуда:
{\displaystyle \gamma \eta ={\frac {n_{0}q^{2}}{6\pi r}}}
или для случая иона:
{\displaystyle \gamma \eta ={\frac {Z_{i}eF}{6\pi r_{i}}}}
Из этого выражения следует, что для данного электролита при заданной температуре произведение удельной проводимости на вязкость остаётся постоянным.